# 粗深海鰩
粗深海鰩（學名：Bathyraja irrasa），為軟骨魚綱鰩目單鰭鰩科深海鰩屬的一種，被IUCN列為易危保育類動物，分布於南冰洋凱爾蓋朗群島海域，深度565至1218公尺，體長可達120公分，棲息在深海沙泥底質海域，為底棲性魚類，通常成對出現，幼魚可能會跟隨較大的個體，卵生，雌魚會產下帶有角的卵囊，屬肉食性，生活習性不明。